# Fußjob

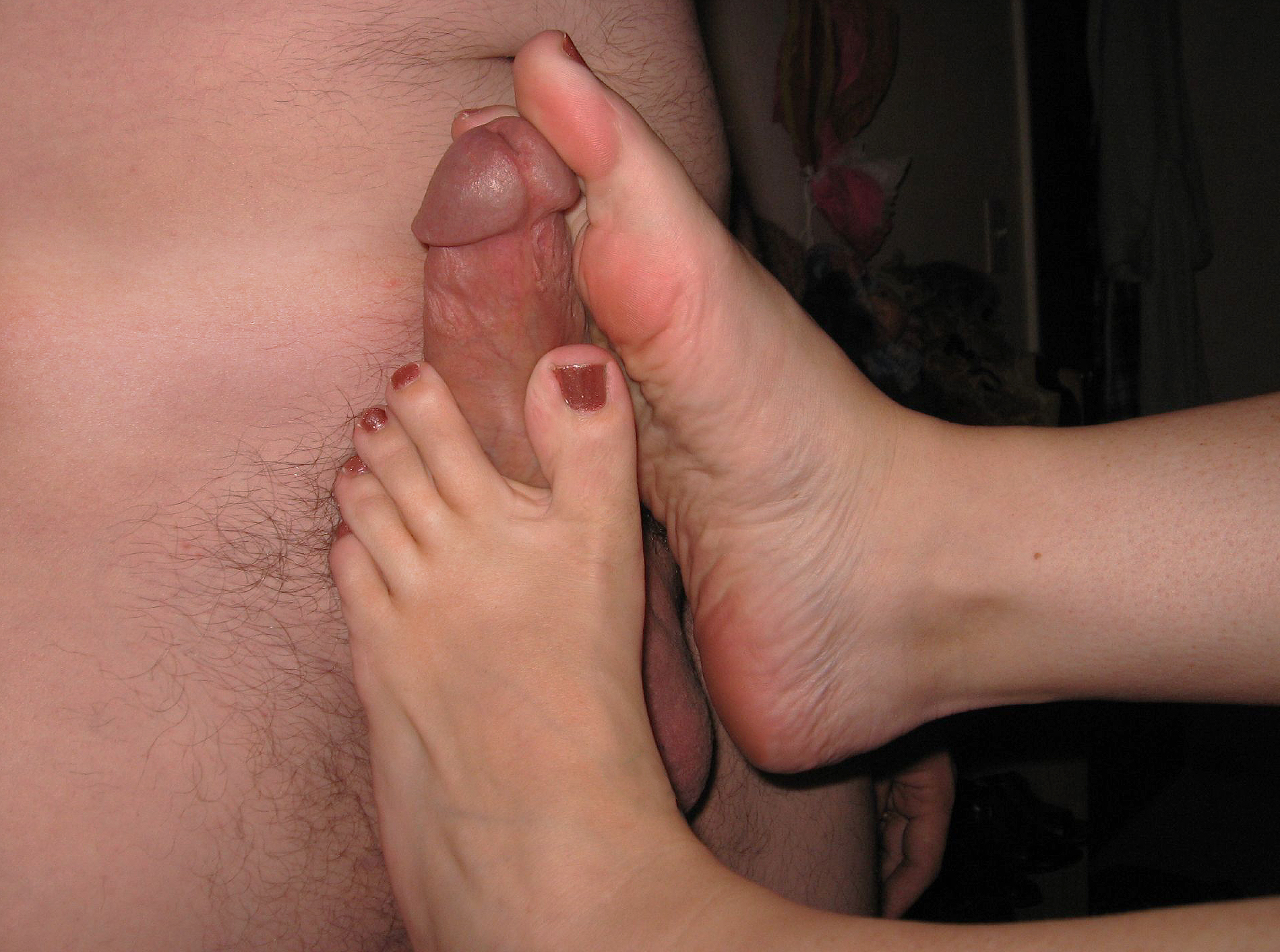
Ein erigierter Penis wird mit Fußsohlen und Zehen stimuliert

Ein Fußjob oder Footjob (aus dem Englischen wörtlich für Fußarbeit) bezeichnet eine sexuelle Praktik, bei der menschliche Füße zur Stimulation bis zur Erregung des Penis verwendet werden. Das Konzept wird als Erweiterung des englischen Begriffs Handjob interpretiert, welcher die manuelle Stimulation der Genitalien bezeichnet. Die Bezeichnung Fußjob gehört zum Bereich des Fußfetischismus und wird in der Fachsprache der entsprechenden Subkultur mit dem Akronym FJ abgekürzt.
Im Rahmen dieses Konzepts bezieht sich der sexuellen Praktiken insbesondere auf Handlungen, bei denen die Füße zur Stimulation des Penis eingesetzt werden, beispielsweise durch Streicheln oder Massieren. Zudem ist es erwähnenswert, dass lesbische Paare gelegentlich auch die Füße zur Stimulation der Klitoris nutzen, was seltener vorkommt.
Im traditionellen Sinne erfolgt der Kontakt mit dem Penis barfuß, es können jedoch auch andere Fetische oder Paraphilien wie die Verwendung von Absätzen, Stiefeln, Socken usw. auftreten.
Andere verwandte Begriffe sind „Toejob“, der sich ausschließlich auf die Zehen konzentriert, und „Solejob“, bei dem es um die Fußsohlen geht.
In der Schwulenszene ist bei diesem Fetischismus auch die Stimulation des Anus mit den Zehen üblich, obwohl es sich nicht ausschließlich um eine homosexuelle Praxis zwischen Männern handelt. Fuß-Fisting ist eine zum Faustverkehr kategorisierte Praxis, bei der der Fuß anstelle der Faust verwendet wird, um in eine andere Person einzudringen.